# Ciclone Dineo
Il Ciclone Dineo fu un ciclone tropicale tra i più letali registrati nell'Oceano Indiano sud-occidentale e nell'emisfero meridionale in generale. Fu il primo ciclone tropicale a colpire il Mozambico dal ciclone Jokwe nel 2008. Si stima che 20 000 casa siano state distrutte dalla forte pioggia e dal vento, mentre un totale di 130 000 persone sono state colpite dal ciclone.

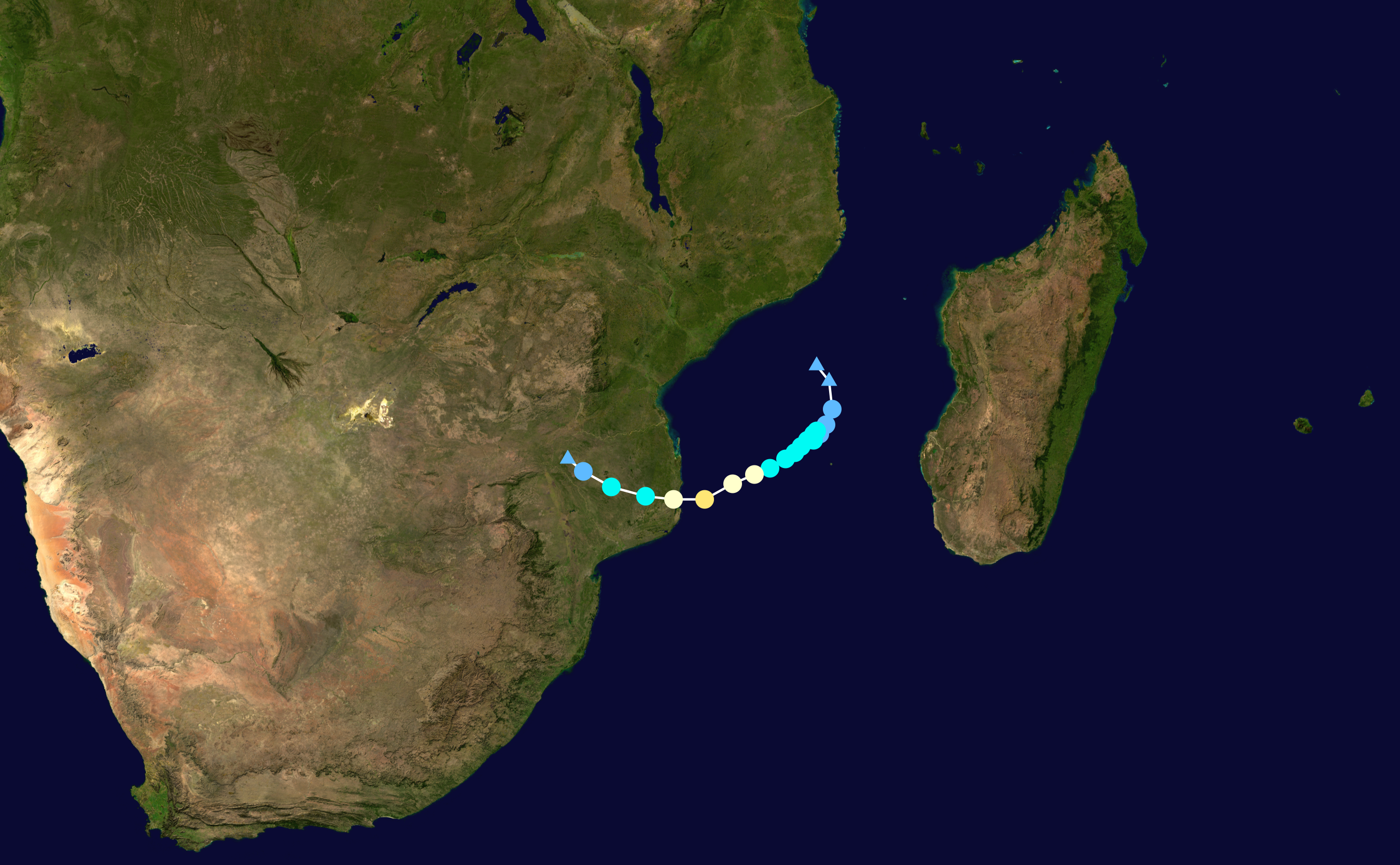
Mappa dell'intensità del ciclone Dineo lungo il suo percorso, secondo la scala Saffir-Simpson.